# Ashok Kumar Attri
Ashok Kumar Attri es un diplomático, indio retirado.
- Ashok Kumar Attri es hijo de Savitri Devi y Dharm Chand.
- En 1975 entró al Indian Foreign Service.
- De 1977 a 1979 fue tercer secretario de Alta Comisión en Nairobi.
- De 1979 a 1982 fue segundo secretario de Alta Comisión en Lusaka.
- De 1982 a 1985 fue primer secretario de Alta Comisión en Ottawa.
- De 1985 a 1988 fue primer secretario de embajada, Encargado de negocios en Hanói.
- De 1988 a 1991 fue director del departamento Asia Occidental y Norte de África (WANA) en el Ministerio de Asuntos Exteriores (India).
- De 1991 a 1994 fue consejero de embajada en Berna.
- De 1994 a abril de 1998 fue director del secretariado de la Asociación Sudasiática para la Cooperación Regional en Katmandú.
- De abril a noviembre de 1998 fue secretario de enlace en el Ministerio de Asuntos Exteriores (India).
- De noviembre de 1998 a octubre de 2003 fue Alto Comisionado en Lusaka (Zambia) con comisión en Gaborone (Botsuana).
- A partir de octubre de 2003 fue secretario de enlace en el Ministerio de Asuntos Exteriores (India).[1]